# Sendangrejo (Klego)
Sendangrejo is een bestuurslaag in het regentschap Boyolali van de provincie Midden-Java, Indonesië. Sendangrejo telt 3119 inwoners (volkstelling 2010).